# Gaultheria serrulata
Gaultheria serrulata là một loài thực vật có hoa trong họ Thạch nam. Loài này được Herzog mô tả khoa học đầu tiên năm 1915.